# Ludwig Baist
Ludwig Wilhelm Karl Baist (* 29. April 1825 in Grünberg (Hessen); † 2. Januar 1899 in Frankfurt am Main) war ein deutscher Chemiker und Unternehmer. Sein Bruder war Gustav Baist.

## Leben und Werk
Baist stammte aus Oberhessen und absolvierte eine Lehre in der ältesten Frankfurter Apotheke, der 1462 erstmals erwähnten Hirschapotheke. Nach längeren Bildungsreisen ins Ausland kehrte er 1850 in die Freie Stadt Frankfurt zurück. Gemeinsam mit dem Darmstädter Münzmeister Hektor Roessler gründete er zunächst eine Scheideanstalt, die aber bald in Chemische Fabrik Louis Baist & Co. umfirmierte und in das kurhessische Bockenheim verlegt wurde.
1856 gründete Baist mit Unterstützung Frankfurter Kaufleute in Griesheim am Main die Frankfurter Actiengesellschaft für landwirtschaftlich chemische Fabrikate. Unter seinen Geschäftspartnern waren Friedrich Ernst Roessler – der Gründer der Deutschen Gold- und Silber-Scheideanstalt – Jean Andreae, Friedrich Bolongaro und Ludwig Göckel. Da die Freie Stadt Frankfurt keine Industrieansiedlungen auf ihrem Gelände zuließ, wich Baist ins benachbarte Herzogtum Nassau aus, das solche Ansiedelungen förderte.
Im Jahr 1863 wurde das Unternehmen unter dem Namen Chemischen Fabrik Griesheim am Main umfirmiert. Das Unternehmen produzierte anfangs Kunstdünger, bald kamen Schwefelsäure, Salpetersäure und Soda hinzu. Es konzentrierte sich von Anfang an auf Zwischenprodukte für den Bedarf der aufstrebenden chemischen Industrie. 1882 kamen Chlorierte Kohlenwasserstoffe und daraus abgeleitete Erzeugnisse hinzu, die man für die Herstellung von Indigo und Chloroform benötigte.